# 渡島鶴岡駅
渡島鶴岡駅（おしまつるおかえき）は、かつて北海道上磯郡木古内町字鶴岡にあった北海道旅客鉄道（JR北海道）江差線の駅（廃駅）。事務管理コードは▲141418。

## 歴史

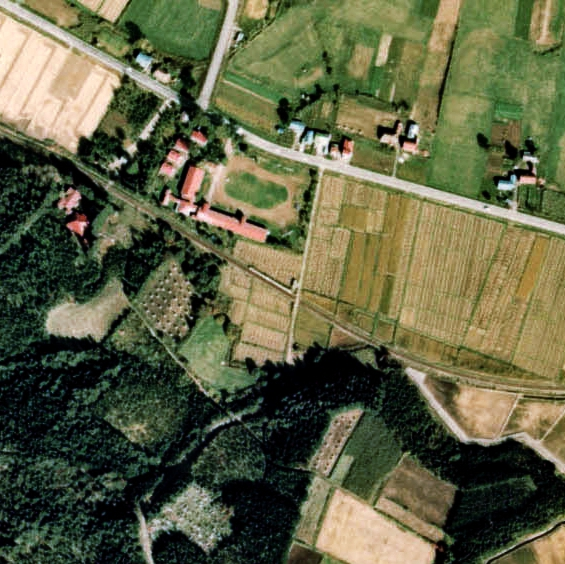
1976年の渡島鶴岡駅と周囲約500m範囲。左が江差方面。簡易型の単式ホーム1面1線。木古内側の踏切傍に待合室が見える。

- 1964年（昭和39年）12月30日：日本国有鉄道（国鉄）の駅として木古内駅 - 吉堀駅間に新設[3][4]。旅客のみ取扱い[3]の無人駅[5]。
- 1987年（昭和62年）4月1日：国鉄分割民営化により北海道旅客鉄道（JR北海道）に承継[3]。
- 1989年（平成元年）12月8日：待合所（取扱上は駅舎）改築[1]。
- 2014年（平成26年）
  - 3月15日：海峡線の吉岡海底駅・知内駅の廃止[6]に伴い、北海道内最南端の鉄道駅となる。
  - 5月12日：江差線の木古内駅 - 江差駅間の廃止に伴い廃駅[7][注 1]。

### 駅名の由来
地名より。当地は1889年（明治19年）に現在の山形県鶴岡市から旧庄内藩士らが集団入植しており、「鶴岡」と命名された。
駅名は、既存の羽越本線鶴岡駅との区別の為、旧国名の渡島を冠した。

## 駅構造
単式ホーム1面1線を有する地上駅。
開業当初から木古内駅管理の無人駅。駅舎はなく、待合所のみがホーム脇に設置されていた。

## 利用状況
| 乗車人員推移 | 乗車人員推移     |
| 年度         | 一日平均乗車人員 |
| ------------ | ---------------- |
| 2011         | 8                |
| 2012         | 7                |
| 2013         | 6                |

## 駅周辺
- 北海道道5号江差木古内線
- 中野館跡 - 道南十二館の一つ。
- 禅燈寺 - 境内を江差線が通っており、山門と本堂との間に禅燈寺踏切が設置されていた[1]。
- 鶴岡農村公園 - 公園の水路が旧駅構内に隣接している。園内に山形荘内藩士上陸之地碑や開拓遺功碑がある[1]。
- 木古内町立鶴岡小学校 - 2011年3月に閉校[1]、2015年より校舎を木古内町郷土資料館「いかりん館」に転用。
- 屏風山

函館バスの江差線廃止代替路線「江差木古内線」の停留所「鶴岡禅燈寺前」停留所が駅跡最寄りの北海道道5号江差木古内線上に設置されている。

## 駅跡（道南トロッコ鉄道）
廃駅後、駅を中心とした江差線の線路跡を活用し、任意団体「北海道夢れいる倶楽部」によって保線用軌道自転車の運転体験施設「道南トロッコ鉄道」が運営されている。
旧駅舎は「鶴岡公園駅」と称しており、乗車券売り場として利用されている。
トロッコ鉄道は、例年、ゴールデンウィークから11月初旬までの期間中運営されている。
主となるコースは当駅から江差方面への1,000 mほどの区間で、「北鶴岡線」と称している。この区間を行きは動力付きトロッコのアシストで終点の「キーコの郷駅」まで走行し、折返しの区間は軌道自転車のペダルを漕いで走行する。この他、一部期間は当駅の道路を挟んだ反対側の「平成鶴岡駅」から木古内方面へ約500 mの「新在分岐前駅」までの区間の「中鶴岡線」での走行も行うことがある。さらにその南の新幹線高架前までの区間についても「南鶴岡線」と称しているが、運行休止中となっている。

## 隣の駅
北海道旅客鉄道（JR北海道）
江差線
木古内駅 - 渡島鶴岡駅 - 吉堀駅